# Campeonato Uruguayo de Primera División "B" 1960
El Campeonato Uruguayo de Primera División "B" de 1960 fue la edición 19 del torneo de segunda categoría profesional del fútbol de Uruguay.

## Posiciones
| Puesto | Equipo             | Pts. | PJ | PG | PE | PP | GF | GC | Dif. |
| ------ | ------------------ | ---- | -- | -- | -- | -- | -- | -- | ---- |
| 1º     | Danubio            | 30   | 21 | 14 | 2  | 5  | 44 | 25 | +19  |
| 2º     | River Plate        | 27   | 21 | 12 | 3  | 6  | 44 | 28 | +16  |
| 3º     | Central            | 27   | 21 | 12 | 3  | 6  | 45 | 30 | +15  |
| 4º     | Bella Vista        | 21   | 21 | 9  | 3  | 9  | 40 | 39 | +1   |
| 5º     | Canillitas         | 20   | 21 | 8  | 4  | 9  | 26 | 32 | -7   |
| 6º     | Colón              | 15   | 21 | 5  | 5  | 11 | 24 | 30 | -6   |
| 7º     | Progreso           | 15   | 21 | 6  | 3  | 12 | 24 | 44 | -20  |
| 8º     | Uruguay Montevideo | 13   | 21 | 6  | 1  | 14 | 30 | 49 | -19  |

El descenso de Uruguay Montevideo fue cancelado y mantuvo la categoría.

### Resultados
| Progreso    | 4-2 | Uruguay Montevideo |
| Canillitas  | 2-3 | River Plate        |
| Bella Vista | 2-1 | Danubio            |
| Central     | 1-1 | Colón              |

| Danubio     | 2-1 | Uruguay Montevideo |
| Central     | 2-1 | Canillitas         |
| Bella Vista | 1-1 | Colón              |
| River Plate | 2-0 | Progreso           |

| Progreso           | 1-3 | Canillitas  |
| Uruguay Montevideo | 1-0 | River Plate |
| Bella Vista        | 3-1 | Central     |
| Danubio            | 1-0 | Colón       |

| Danubio            | 2-0 | Central     |
| Uruguay Montevideo | 3-3 | Canillitas  |
| Bella Vista        | 3-3 | River Plate |
| Colón              | 1-1 | Progreso    |

| Progreso    | 0-7 | Central            |
| Danubio     | 2-2 | River Plate        |
| Bella Vista | 1-0 | Uruguay Montevideo |
| Canillitas  | 1-0 | Colón              |

| Danubio            | 1-2 | Progreso    |
| Central            | 1-3 | River Plate |
| Bella Vista        | 1-2 | Canillitas  |
| Uruguay Montevideo | 1-4 | Colón       |

| Progreso   | 1-0 | Bella Vista        |
| Colón      | 0-2 | River Plate        |
| Canillitas | 0-2 | Danubio            |
| Central    | 5-2 | Uruguay Montevideo |

| Progreso    | 3-0 | Uruguay Montevideo |
| Canillitas  | 1-2 | River Plate        |
| Bella Vista | 0-3 | Danubio            |
| Central     | 0-0 | Colón              |

| Danubio     | 2-1 | Uruguay Montevideo |
| Central     | 0-0 | Canillitas         |
| Bella Vista | 1-4 | Colón              |
| River Plate | 0-0 | Progreso           |

| Progreso           | 0-1 | Canillitas  |
| Uruguay Montevideo | 1-4 | River Plate |
| Bella Vista        | 2-3 | Central     |
| Danubio            | 0-2 | Colón       |

| Danubio            | 4-0 | Central     |
| Uruguay Montevideo | 3-2 | Canillitas  |
| Bella Vista        | 2-1 | River Plate |
| Colón              | 0-0 | Progreso    |

| Progreso    | 0-3 | Central            |
| Danubio     | 0-3 | River Plate        |
| Bella Vista | 1-3 | Uruguay Montevideo |
| Canillitas  | 1-0 | Colón              |

| Danubio            | 4-1 | Progreso    |
| Central            | 3-2 | River Plate |
| Bella Vista        | 1-1 | Canillitas  |
| Uruguay Montevideo | 1-3 | Colón       |

| Progreso   | 4-2 | Bella Vista        |
| Colón      | 2-3 | River Plate        |
| Canillitas | 1-1 | Danubio            |
| Central    | 1-0 | Uruguay Montevideo |

| Progreso    | 1-3 | Uruguay Montevideo |
| Canillitas  | 1-4 | River Plate        |
| Bella Vista | 1-2 | Danubio            |
| Central     | 4-0 | Colón              |

| Danubio     | 2-0 | Uruguay Montevideo |
| Central     | 1-0 | Canillitas         |
| Bella Vista | 4-1 | Colón              |
| River Plate | 2-0 | Progreso           |

| Progreso           | 2-0 | Canillitas  |
| Uruguay Montevideo | 1-4 | River Plate |
| Bella Vista        | 4-2 | Central     |
| Danubio            | 3-2 | Colón       |

| Danubio            | 2-3 | Central     |
| Uruguay Montevideo | 2-0 | Canillitas  |
| Bella Vista        | 4-1 | River Plate |
| Colón              | 2-1 | Progreso    |

| Progreso    | 0-3 | Central            |
| Danubio     | 2-1 | River Plate        |
| Bella Vista | 2-1 | Uruguay Montevideo |
| Canillitas  | 1-0 | Colón              |

| Danubio            | 4-1 | Progreso    |
| Central            | 2-1 | River Plate |
| Bella Vista        | 1-2 | Canillitas  |
| Uruguay Montevideo | 2-1 | Colón       |

| Progreso   | 2-4 | Bella Vista        |
| Colón      | 0-1 | River Plate        |
| Canillitas | 2-4 | Danubio            |
| Central    | 4-2 | Uruguay Montevideo |

### Campeón
|                                                               |
| Bandera de Uruguay                                            |
| Campeón Uruguayo de Primera División B 1960 Danubio 2° título |